# Sidewalk Talk
Sidewalk Talk ist ein Lied von John „Jellybean“ Benitez und Madonna aus dem Jahr 1984.

## Hintergrund
Das Lied wurde ursprünglich von Madonna am Anfang ihrer Karriere geschrieben. Madonna erlaubte ihrem damaligen Freund Jellybean 1984, aus dem Liedtext zu Sidewalk Talk ein Lied zu produzieren. Im Dezember 1984 wurde das Lied schließlich veröffentlicht. Sidewalk Talk wurde im Film Makellos (1999) gespielt.

## Chartplatzierungen
| ChartsChartplatzierungen       | Höchstplatzierung | Wochen |
| ------------------------------ | ----------------- | ------ |
| Vereinigte Staaten (Billboard) | 18 (18 Wo.)       | 18     |
| Vereinigtes Königreich (OCC)   | 47 (4 Wo.)        | 4      |